# Neo
Thomas A. „Tom” Anderson (alias Neo) este un personaj fictiv din Matrix, Matrix - Reîncărcat, Matrix - Revoluții și The Animatrix. În triologia filmelor și Animatrix personajul este jucat de către actorul Keanu Reeves. În The Matrix: Path of Neo în rolul său se află Andrew Bowen (voce).